# Aisjah Girindra
Aisjah Girindra (* 7. Oktober 1935 in Bukittinggi, West-Sumatra, Indonesien; † 7. September 2018 in Bogor, Indonesien) war eine indonesische Biochemikerin und Hochschullehrerin. Sie war Professorin für Biochemie und eine Expertin für Halal-Lebensmittel aus Indonesien.

## Leben und Werk

Logo von Halal Indonesia, verwendet seit 2022

Girindra war die Tochter von Oemar Ali Sidi Maharadscha und Siti Marhamah. Sie zog 1952 von West-Sumatra nach Jakarta, um ihre Ausbildung dort an der Budi Utomo High School fortzusetzen. Sie studierte dann an der Universität Indonesia (UI) mit Schwerpunkt Veterinärmedizin und erwarb 1962 einen Bachelor-Abschluss an der Veterinärmedizinischen Fakultät der Universität, der heutigen IPB University. Anschließend forschte sie an der UI und promovierte 1973 in landwirtschaftlicher Biochemie mit der Dissertation Anti Triptic Soybean Factors. Sie wurde als erste Promovierte in das IPB-Postgraduiertenprogramm aufgenommen.
Sie wurde zur Vorsitzenden des Department of Chemistry der IPB University ernannt und leistete Pionierarbeit bei der Gründung des Biochemistry Study Program, des Biotechnology Program und des Postgraduate Program der IPB University. In den beiden Studiengängen wurde sie zur Leiterin ernannt.
Am 1. Dezember 1993 wurde sie zur Direktorin des Forschungsinstituts für Lebensmittel, Medizin und Kosmetik des indonesischen Ulema Council (LPPOM MUI) ernannt, nachdem sie zuvor als Expertin bei dem Rat der indonesischen Gelehrten (MUI) tätig war. LPPOM MUI ist eine Institution, die Produkte untersucht, analysiert und entscheidet, ob diese, sowohl Lebensmittel als auch ihre Derivate, Medikamente und Kosmetikprodukte, für den Verzehr unbedenklich sind. Das bedeutet, die Unbedenklichkeit in gesundheitlicher Hinsicht und aus Sicht der Lehre der islamischen Religion, nämlich halal bzw. zulässig und gut für den Verzehr durch Muslime, insbesondere im indonesischen Raum, festzustellen. Auslöser für die Gründung des Instituts war zunächst die Aufregung um die Schmalzproblematik im Jahr 1988. Damals wurden viele Lebensmittel und Getränke wie Nudeln und Milch von der Öffentlichkeit boykottiert, weil sie haram seien, weil sie Schmalz enthielten. Die indonesische Regierung bat das MUI, das Problem zu klären. Um ähnliche Probleme zu lösen, wurde die Institution LPPOM MUI 1989 gegründet, die jedoch erst 1994 seine erste Halal-Zertifizierung ausgestellt hat.
Bei der Leitung von LPPOM und der Durchführung des Halal-Zertifizierungsprozesses bezog Girindra viele Experten mit in ihr Team ein, wie Lebensmitteltechnologen, Industrietechnologen, Tierärzte, Biochemiker sowie Agrarexperten. Aufgrund der großen Anzahl von Parteien, die an der Bestimmung des Halal-Status eines Produkts beteiligt sind, ist LPPOM als eine der strengsten Institutionen der Welt bei der Ausstellung von Halal-Zertifizierungen bekannt.
Als Direktorin von LPPOM war sie oft Rednerin bei Seminaren, in denen es um die Halal-Zertifizierung ging. Sie leitete 12 Jahre lang LPPOM MUI und legte den Grundstein für die Halal-Lebensmittelzertifizierung in Indonesien.
1999 gründete sie den World Halal Council (WHC) und war die erste Präsidentin der Institution. Sie hatte die Idee, ein Forum für die Zusammenarbeit zwischen den Halal-Zertifizierungsstellen der Welt zu schaffen, was dann mit der Gründung des WHC vereinbart wurde. Ziel war es, eine vertiefte Kommunikation aufzubauen und einen Standard für den Prozess der Halal-Zertifizierung eines Produkts zu erstellen. Am 23. Juni 2011 einigten sich die Mitglieder des World Halal Food Council (WHFC) darauf, den WHFC zu reaktivieren, und wählten Lukmanul Hakim zu seinem Präsidenten sowie Jakarta zu seinem Hauptsitz.
Girindra starb 2018 im Alter von 83 Jahren.